# To Heart 2
To Heart 2 (トゥハート２?, Tu Hāto 2), reso graficamente come ToHeart2, è una visual novel giapponese sviluppata dalla Leaf e pubblicata dalla Aquaplus. È stato inizialmente pubblicato per PlayStation 2 il 28 dicembre 2004 come titolo per tutte le età, per poi essere convertito in una versione eroge per Microsoft Windows. Infine è stato nuovamente convertito in una versione per tutte le età per PlayStation Portable e PlayStation 3. Si tratta di un percorso opposto rispetto a quello del suo predecessore, To Heart, nato come titolo per adulti, prima di diventare un titolo per tutti. Il gameplay di To Heart 2 segue una trama ramificata con numerosi finali differenti, che offrono scenari predeterminati che si verificano in base alle decisioni prese dal giocatore durante il gioco. La storia di To Heart 2 ruota intorno al protagonista maschile Takaaki Kouno, ed a numerosi personaggi femminili.
Il gioco è stato ricevuto positivamente in Giappone sia per quanto riguarda le vendite che per quanto riguarda la critica. La versione del gioco per PlayStation 2 ha venduto più di 82 000 copie nella prima settimana dei negozi, ed è stato votato come il terzo miglior bishōjo game dai lettori di Dengeki G's Magazine nel 2007. È inoltre stato il videogioco più venduto dell'anno in Giappone. Dal videogioco sono stati tratti numerosi spin-off, incluso un sequel intitolato To Heart 2 Another Days, pubblicato il 29 febbraio 2008 per Windows, ed è stato adattato in numerosi altri media. Sono stati prodotti infatti sei adattamenti anime di To Heart 2: una serie televisiva prodotta dalla OLM, trasmessa in Giappone fra il 3 ottobre 2005 ed il 2 gennaio 2006 e cinque serie di original video animation prodotte dalla Aquaplus e Chaos Project. Sono stati inoltre prodotti quattro manga, tre Internet radio show, due serie di CD dramas, e sei serie di light novel basate su To Heart 2.